# Procédé Frank-Caro

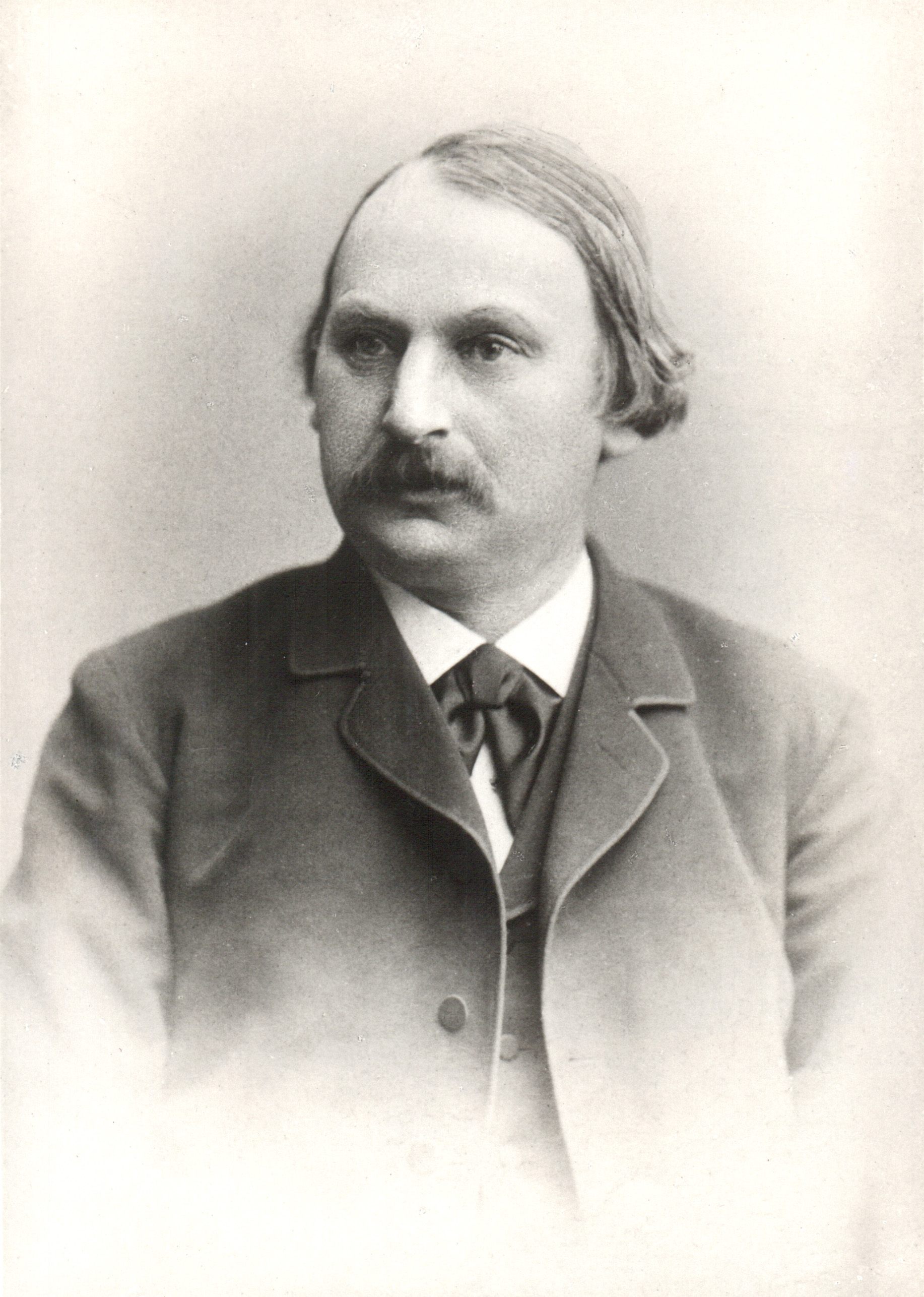
Adolph Frank (1834-1916).

Le procédé Frank-Caro est un procédé chimique de synthèse du cyanamide calcique.

## Histoire
Le procédé a été mis au point en 1898 par Adolph Frank et Nikodem Caro.
Au XXIe siècle, ce procédé est encore en usage.

## Description
Le cyanamide calcique se forme par réaction du carbure de calcium et de l'azote à l'état gazeux :
CaC2 + N2 → CaCN2 + C
La réaction survient dans de grandes enceintes en acier : un élément chauffant à base de carbone chauffe le carbure au point de le faire rougoyer alors que l'azote est à une pression de 2 atm.
Le cyanamide calcique produit forme un système cristallin hexagonal avec un groupe d'espace R3m et des constantes de réseau a = 3.67, c = 14,85 × 10−1 nm)